# الدورية الزرقاء
الدورية الزرقاء (بالإسبانية: Patrulla Azul)‏ هي وحدة جوية عملت مع جبهة المتمردين خلال الحرب الأهلية الإسبانية. وقد أنشأها خواكين غارسيا موراتو في ديسمبر 1936، لتصبح واحدة من أشهر وحدات قوة الطيران الوطني. وقد قاتل بعض أعضائها لاحقًا في الحرب العالمية الثانية إلى جانب لوفتفافه الألمانية وانضمت إلى السرب الأزرق.

## البداية
أسس خواكين غارسيا-موراتو في ديسمبر 1936 منظومة الدورية الزرقاء مع بداية الحرب الأهلية الإسبانية. فبعد اندلاع التمرد العسكري، تم تجهيز الطيران المقاتل الإسباني ببعض مقاتلات نيوبورت نيد -52، ولكنها سرعان ماأصبحت بالية. وبعدها بأسابيع اعتمد الطيران الوطني بالكامل على طائرات معارة من حلفائها الألمان والإيطاليين، مما أضعف من استقلالية التشغيل. وقد كان الطيارين يرفضون في بعض الأحيان تنفيذ أوامر الطيران الوطني، ويرجع ذلك جزئياً إلى أنهم لن يقبلوا بالخضوع إلى قيادتهم، فضلاً عن الاختلاف المعايير في الكفاءة. وفي ديسمبر 1936 كان لدى طيران المتمردين فقط 6 طائرات هاينكل هي 51 أقرضهم الألمان، لكنها كانت قديمة لاستخدامها كمقاتلات.
وفي تلك الفترة، أعطى الطيران الإيطالي ثلاث مقاتلات من نوع فيات CR-32 للمتمردين الإسبان، وهي أكثر ملاءمة لاستخدامها مقاتلة جوية، مما سمح لخواكين غارسيا موراتو بإنشاء دورية زرقاء بالاشتراك مع الطيارين الإسبان. مع هذه المنظومة تمكن الإسبان من القيام بمهام القتال باستقلالية دون الحاجة إلى الاعتماد على دعم الطيران الألماني والإيطالي.

### معركة خاراما

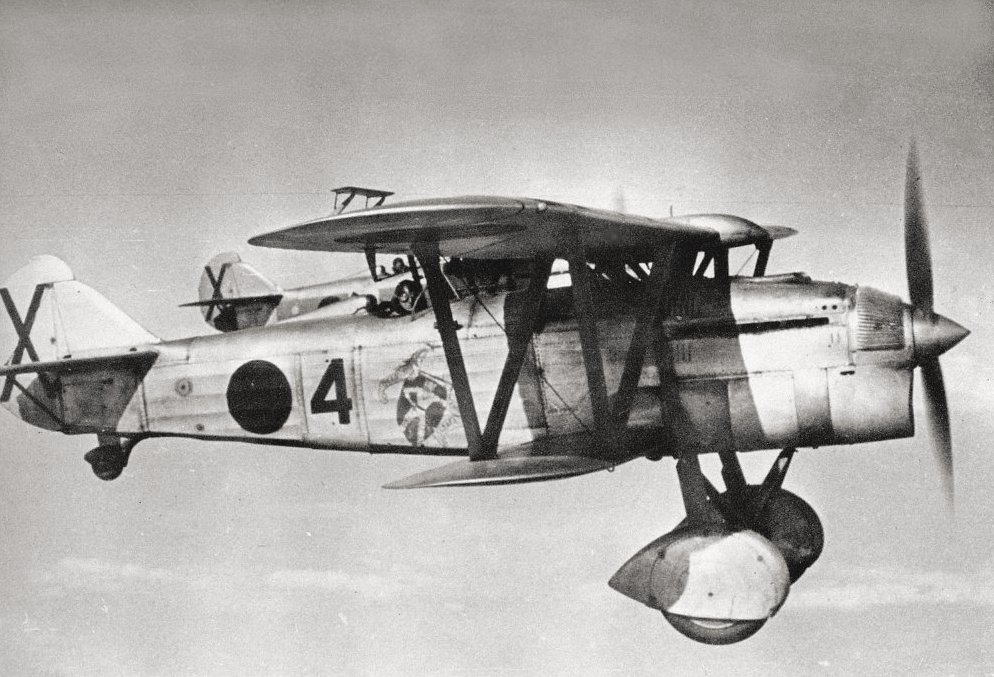
مقاتلة من نوع Fiat CR.32 تابعة للفيلق الجوي.

في معركة خاراما التي جرت في فبراير 1937، أدى رفض الطيران الإيطالي مرافقة القاذفات Ju-52 الإسبانية خلف خطوط العدو إلى قيام ألفريدو كينديلان رئيس الطيران الوطني إلى طلب الدورية الزرقاء إلى تلك الجبهة. فحلت الدورية محل السرب الإيطالي لمرافقة القاذفات الإسبانية بطائراتهم الثلاث، فكان ذلك أول شهرة لتلك المنظومة الجوية.
وفي 18 فبراير 1937 رفض الطيران المقاتل الإيطالي، بناء على أوامر من رؤسائهم عبور خطوطهم الخاصة لحماية القاذفات الإسبانية. فتجاوز خواكين غارسيا موراتو على رأس سربه المكون من ثلاث طائرات، الخطوط لحماية القاذفات وواجه أكثر من 30 طائرة مقاتلة جمهورية، والتي انطلقت لمواجهة القاذفات الإسبانية. فلما رأى الطيارين الإيطاليين المحنة التي فيها المقاتلون الإسبان، عصوا أوامر رؤسائهم وعبروا الخطوط لدعم حلفائهم. وبعد القتال، توقفت المطاردة الجوية للجمهورية بعد فقدانها عدة طائرات. ونال طيارو منظومة الدورية الزرقاء الجوائز والأوسمة تقديرا لشجعاتهم، هذا العمل العسكري جلب الشهرة للدورية الزرقاء.

### أول مجموعة مقاتلة
في أبريل 1937 سمح نقل الإيطاليين المزيد من طائرات فيات CR32 بإنشاء سرب مقاتل ، وفي نهاية الشهر تم تشكيل سرب آخر. وبجمع تلك الأسراب شكلت أول قوة جوية من أصل إسباني. ومنذ تلك اللحظة زاد حجم الطيران المقاتل الإسباني من حيث العدد والاستقلالية، ووضعت الأسس لـ "اللواء الإسباني"، وهو أحد مكونات الطيران لجبهة التمرد، إلى جانب الإيطاليين في الفيلق الجوي. والألمان في فيلق الكندور.
ومع ذلك أثرت الحرب على المكونات الأولية للدورية الزرقاء: فقد قتل أحد طياريها في معركة برونيت، بينما توفي الآخر في حادث تحطم طائرة بعد أيام فقط من انتهاء الحرب. كان الناجي الوحيد من المجموعة الأصلية هو خوليو سلفادور الذين ساهم مع لوفتفافه في الحرب العالمية الثانية وأصبح وزيرًا للطيران خلال ديكتاتورية فرانكو، وتقاعد برتبة فريق.